# Pacific Grove
Pacific Grove är en stad (city) i Monterey County, i delstaten Kalifornien, USA. Enligt United States Census Bureau har staden en folkmängd på 15 295 invånare (2011) och en landarea på 7,4 km².